# Путник и лунный свет
«Путник и лунный свет» (также «Путешественник и лунный свет», «Путник в лунном свете»; венг. Utas és holdvilág) — один из самых известных романов современной венгерской литературы. Принадлежащий перу Антала Серба, он был впервые опубликован в 1937 году.

## Синопсис
Главный герой романа — Михай, романтичный и отстранённый молодой человек, пытающийся скрыть подростковое бунтарства под респектабельным буржуазным конформизмом и одновременно испытывающий опасное эротическое влечение.
Михай в свой медовый месяц едет в Италию, пытаясь во время путешествия осмыслить своё прошлое.

## Персонажи
- Михай – коренной житель Будапешта, из буржуазной семьи;
- Эржи – его жена;
- Янош Сепетнеки, Эрвин, Тамаш и Ева Ульпиусы — старые друзья Михая;
- Золтан Патаки: первый муж Эржи.

## Характеристика
В романе обнаруживаются характерные для современного ему времени влияния: учения Зигмунда Фрейда о психоанализе и сексуальной и эмоциональной клаустрофобии общества с сильными католическими и военными традициями. Но несмотря на них, роман имеет чётко выраженную оригинальность.
Существует два различных английских перевода — в США книга выходила под названием «Путешественник», в Великобритании — «Путешествие в лунном свете». Помимо английского, роман был переведен на немецкий, французский, итальянский, испанский, голландский, болгарский и хорватский языки. На русском языке роман выпущен в 2018 году под названием «Путник и лунный свет».

## Критика
Издания романа в 1990—2000-е годы на английском языке породило новую волну интереса к творчеству Антала Серба. Рецензии на роман были опубликованы в ведущих американских издания, в частности, обозреватель The Guardian, Николас Лезард (англ. Nichilas Lezard), журналист и литературный критик, оценил его крайне высоко. По словам Лезарда, он давно не встречал книгу, которую сразу хотелось бы перечитать, отмечая как автор передал сущность персонажей, его великолепный юмор и умение давать краткие, но ёмкие описания. Также похвалы удостоился второй переводчик на английский Лен Рикс, сумевший показать мастерское исполнение оригинала.

## Публикации
- 1937 — Utas és holdvilág, Hungary, Révai, мягкая обложка (первое венгерское издание)
- 1994 — 0595278787 The Traveler, New York, USA, Püski-Corvin Books, ISBN 0-915951-21-5, перевод Петера Харгитаи (первое английское издание)
- 2001 — Journey by Moonlight, London, Pushkin Press, ISBN 1-901285-37-5, мягкая обложка, перевод Лена Рикса
- 2012 — «Putnik i mjesečina», Zagreb, Croatia, ISBN 978-953-332-000-7, Naklada OceanMore, мягкая обложка (первое хорватское издание)
- 2018 — Путник и лунный свет, Москва, Водолей, ISBN 9785917634203, перевод Майи Цесарской